# Fast Infrared Exoplanet Spectroscopy Survey Explorer
Pour les articles homonymes, voir Finesse.
Le Fast Infrared Exoplanet Spectroscopy Survey Explorer plus connu sous son acronyme FINESSE (en français Explorateur pour relevé spectroscopique d'exoplanètes en infrarouge rapide), est un observatoire spatial proposé par la NASA pour étudier l'atmosphère d'exoplanètes de grande taille. Le projet, proposé fin 2016 dans le cadre du programme Explorer pour un lancement en 2023, n'est finalement pas retenu.

## Contexte et objectifs
La mission propose l'étude spectrale de l'atmosphère de plus de 500 planètes situées en dehors du Système solaire d'une taille comprise entre celle de Neptune et celle des super-Terres. Les objectifs de la mission sont de déterminer les caractéristiques jouant un rôle clé dans le processus de formation des planètes en mesurant la métallicité, c'est-à-dire le taux de carbone/oxygène de l'atmosphère. Ces analyses permettent également de déterminer dans quelle mesure la formation du Système solaire est atypique ou non. Le deuxième objectif est de déterminer les principaux facteurs définissant le climat d'une planète. FINESSE doit mesurer le budget énergétique, le rôle des aérosols et les processus qui contrôle la redistribution de la chaleur entre les faces diurne nocturne de la planète.
Le responsable scientifique de la mission est Mark Swain, du Jet Propulsion Laboratory (Pasadena, Californie). Si le projet est sélectionné, FINESSE sera lancé en 2023. La durée prévue de cette mission est de deux ans. Le satellite sera placé au point de Lagrange L2 du système Terre-Soleil.
Le projet FINESSE est proposé fin 2016 en réponse à l'appel à propositions du programme Explorer de la NASA (programme rassemblant des missions scientifiques à faible coût). Il est un des trois finalistes retenus en août 2017 avec SPHEREx et Arcus. Une étude d'une durée de 9 mois financée par l'agence spatiale américaine est alors lancée pour détaillée les spécifications de la mission. Finalement le projet n'est pas retenu, la NASA ayant annoncé la sélection du projet SPHEREx en février 2019.

## Caractéristiques techniques
La charge utile de FINESSE est un télescope doté d'un miroir primaire de 75 cm de diamètre. Le détecteur est un spectromètre analysant la bande spectrale 0,5-5,0 µm avec une résolution spectrale : 80 à 1,2 μm et 300 à 3 μm.